# Bryanictis
Bryanictis — вимерлий рід хижоподібних ссавців з родини Viverravidae.